# Lenna (testbild)

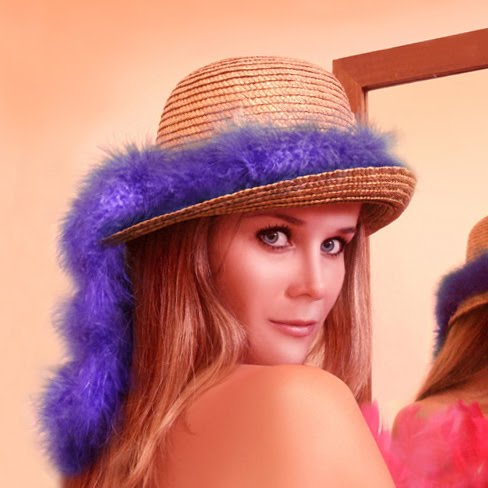
Rekonstruktion av Lenna-bilden, eftersom den ursprungliga bilden av Lena Forsén är upphovsrättsskyddad.
För originalet i skala 512x512 px
se, bildlänk.

Lenna (eller Lena) är en standardtestbild som använts inom digital bildbehandling sedan 1973. Bilden, som föreställer den svenska fotomodellen Lena Forsén fotograferad av Dwight Hooker, är ett urklipp från en utvikningsbild i novembernumret av Playboy 1972. Bilden har skapat kontrovers på grund av sitt ursprung och sexistiska ämne, den har bedömts vara olämplig att använda och vissa tidskrifter vägrar numera att publicera den. Forsén har själv menat att den borde sluta användas och att "Det är dags att jag pensioneras från IT-branschen" ("It's time I retired from tech").
Stavningen "Lenna" härstammar från att Forsén ville att hennes namn skulle uttalas på mer korrekt svenska. "Jag ville inte kallas Lina" ("I didn't want to be called Leena"), har hon förklarat.

## Bakgrund
Innan Lenna förekom andra publicerade Playboy-bilder för att illustrera bildbehandlingsalgoritmer. De äldsta är från 1961 då Lawrence G. Roberts skapade två sexbitars gråskalebilder inskannade med en fax, utifrån två urklipp från julinumret 1969 av playmate Teddi Smith, och använde dem i sin masteruppsats om gitter, på MIT.
Lenna-bilden var ursprungligen avsedd för högupplösta färgbildbehandlingsstudier. Dess historia beskrevs i maj 2001, i en artikel skriven Jamie Hutchinson publicerad i IEEE Professional Communication Society:s nyhetsbrev:
| ” | Alexander Sawchuk uppskattar att det var i juni eller juli 1973 när han, då som biträdande professor i elektroteknik vid University of Southern California Signal and Image Processing Institute (SIPI), tillsammans med en doktorand och SIPI-labbets chef, snabbt letade i labbet efter en bra bild att skanna till en kollegas konferensbidrag. De tröttnade på sina vanliga testbilder, tråkiga saker som gick tillbaka till testbilder från tv i början av 1960-talet. De ville ha något glansigt för att säkerställa ett bra dynamiskt omfång, och de ville ha ansikte. Precis då råkade någon komma in med senaste utgåvan av Playboy Ingenjörerna klippte bort den övre tredjedelen av utvikningsbilden så att de kunde trä den runt trumman på deras Muirhead wirephoto-skanner, som de utrustat med analog-till-digital-omvandlare (en vardera för den röda, gröna och blå kanalen) och en Hewlett Packard 2100 minidator. Muirhead hade en fast upplösning på 100 linjer per tum och ingenjörerna ville ha en 512×512 bild, så de begränsade skanningen till bildens översta 5,12 tum och beskar den därför vid modellens axlar. | „ |

Bilden hade begränsad räckvidd på 1970- och 1980-talen, eftersom den till en början bara förekom på .org-domäner. Men i juli 1991 publicerades bilden på omslaget till Optical Engineering tillsammans med Peppers, en annan populär testbild. Detta uppmärksammades av Playboy som ett potentiellt upphovsrättsintrång. Bildens toppade antal träffar på internet 1995 och blev en av de mest använda bilderna i datorhistorien. Bilden spreds till över 100 olika domäner, främst .com och .edu.
I ett nummer av IEEE Transactions on Image Processing från 1999 användes Lenna i tre separata artiklar, och bilden fortsatte att förekomma i vetenskapliga tidskrifter under början av 2000-talet.
Lenna var så välkänd och accepterad inom bildbehandlingskretsar att Forsén 1997 gästade den femtionde årliga konferensen för Society for Imaging Science and Technology (IS&T), där hon höll ett tal och sedan korade konferensens bästa bidrag.
David C. Munson, chefredaktör för IEEE Transactions on Image Processing, förklarade varför bilden blev standard på området. Hans åsikt var att det var en bra testbild på grund av dess detaljer, platta områden, skuggning och struktur. Han menade också att "Lenna är en bild av en attraktiv kvinna. Det är inte förvånande att det (främst manliga) bildbearbetningsforskarsamhället dras till en bild som de fann attraktiv."
Playboy processar ofta mot olaglig användning av sitt material, och till en början skickade ett meddelande till utgivaren av Optical Engineering om dess otillåtna användning i publikationen. Med tiden har man dock beslutat att förbise den omfattande användningen av Lenna. Eileen Kent, VP för nya medier på Playboy, sa: "Vi bestämde oss för att vi skulle utnyttja detta, eftersom det är ett fenomen."

## Kritik
Användningen av bilden har kritiserats eftersom Playboy av vissa ses som en kvinnoförnedrande tidskrift, och att utvikningsbilder bygger på en sexistisk historia. I en essä från 1999 om orsakerna till den manliga dominansen inom datavetenskap, skrev den tillämpade matematikern Dianne P. O'Leary:
| ” | Suggestiva bilder som används i föreläsningar om bildbehandling ... förmedlar att föreläsaren endast vänder sig till män. Till exempel är det otroligt att pin-up-bilden "Lenna" än idag används som exempel i kurser och publiceras som testbild i tidskrifter. | „ |

I en artikel från 2012 om "compressed sensing" användes ett foto av Fabio Lanzoni som testbild för att uppmärksamma frågan. Användningen av testbilden på Thomas Jefferson High School for Science and Technology i Fairfax County, Virginia, provocerade en gästlärare som i en text i The Washington Post 2015 talade om dess skadliga inverkan på blivande kvinnliga studenter inom datavetenskap.
År 2017 publicerade Journal of Modern Optics en ledare med titeln "Alternativ till Lenna" som föreslog tre bilder (Pirate, Cameraman och Peppers) som "är rimligt nära Lenna" som standardtestbild. 2018 meddelade tidskriften Nature Nanotechnology att de inte längre skulle ta in artiklar som använder Lenna-bilden. Samma år meddelade SPIE som är utgivare av Optical Engineering att de "starkt avråder från" användningen av Lenna-bilden, och skulle inte längre överväga nya bidrag som innehåller bilden "utan övertygande vetenskaplig motivering för dess användning". De menade att utöver upphovsrättsliga och etiska frågor, så är den inte längre användbar som standardtestbild: "I vår tid med högupplöst digital bildteknik är det svårt att hävda att en 512×512-bild, producerad med en 1970-tals analog skanner, är det bästa vi har att erbjuda som standard för bildkvalitetstest.
Forsén sa i dokumentärfilmen Losing Lena från 2019, "Jag drog mig tillbaka från modellarbetet för länge sedan. Det är dags att jag även pensioneras från IT-branschen... Låt oss jobba på att jag ska försvinna." (I retired from modeling a long time ago. It's time I retired from tech, too... Let's commit to losing me.)
Institute of Electrical and Electronics Engineers (IEEE) meddelade att det från och med den 1 april 2024 inte längre kommer att tillåta användning av Lenna-bilden i sina publikationer.